# Jezierza mniejsza
Jezierza mniejsza (Najas minor All.) – gatunek roślin z rodziny żabiściekowatych (Hydrocharitaceae).

## Rozmieszczenie geograficzne
Jako gatunek rodzimy występuje w Europie, Azji i północnej Afryce. Poza tym zawleczony do Ameryki Północnej. W interglacjałach plejstoceńskich występowała w miejscach dziś niezajmowanych (Wielka Brytania, północno-wschodnia Polska). Współcześnie dość pospolicie występuje w Indiach, podczas gdy w pozostałej części Eurazji na rozproszonych stanowiskach. W Polsce jest gatunkiem rzadkim; rośnie w rozproszeniu, raczej w zachodniej połowie kraju. Jej stanowiska z XIX i XX w. skupiają się głównie w dolinach Odry i Wisły (dość duże zagęszczenie w Kotlinie Oświęcimskiej). We wschodniej Polsce pojedyncze stanowiska notowano na Wyżynie Lubelskiej. Brak w górach i na północno-wschodnich krańcach kraju, a w centralnej części występuje na izolowanych stanowiskach. W Stanach Zjednoczonych występuje we wschodniej części kraju.

## Morfologia
ŁodygaNitkowata, krucha. 11-120 cm długości, 0,2-1,0 mm średnicy. Silnie rozgałęziona, zwłaszcza przy wierzchołku, brak kolców. Międzywęźla o długości 0,5-5,8 cm.
LiścieSiedzące. Jednonerwowe, równowąskie lub nitkowate, z wiekiem zwykle coraz bardziej odgięte, kruche, z ząbkami na brzegach blaszki i pochwy liściowej. Ząbki wielokomórkowe – po 7-15 na jednej stronie blaszki, a ząbek na szczycie blaszki podobny do ząbków bocznych. Ząbki na pochwie liściowej (5-8 na każdym brzegu) również podobne, choć drobniejsze. Pochwa liściowa szeroka na 1-3 mm (szersza od blaszki liściowej).
KwiatySiedzące (w błoniastych, dwudzielnych podsadkach), pojedyncze, bez okwiatu. Kwiaty pręcikowe o długości 1,9-2,2 mm, słupkowe – ok. 2,2 mm. W kwiecie jeden słupek (1,0-1,2 mm) z dwoma znamionami. Kwitnienie latem i jesienią.
OwocWąski i wydłużony Jednonasienny. Nasiona lekko zakrzywione o długości 1,5-3 mm i szerokości 0,5-0,7 mm. Łupina nasienna z czworokątnymi areolami o wymiarach około 0,01 mm × 0,03 mm w mniej więcej piętnastu rzędach.
Gatunki podobneMłode i niekwitnące osobniki podobne do Najas gracillima.

## Biologia i ekologia
Roślina jednoroczna, jednopienna. Rośnie w jeziorach i stawach. Kwitnie od czerwca do września.  Gatunek charakterystyczny zespołu Parvopotamo-Zannichellietum. Liczba chromosomów 2n = 24.

## Zagrożenia i ochrona
Roślina objęta w Polsce ścisłą ochroną gatunkową. Umieszczona na Czerwonej liście roślin i grzybów Polski (2006) w grupie gatunków narażonych na wyginięcie (kategoria zagrożenia V). W wydaniu z 2016 roku otrzymała kategorię CR (krytycznie zagrożony). 
Znajduje się także w Polskiej Czerwonej Księdze Roślin w kategorii CR (krytycznie zagrożony).

## Synonimy
Gatunek opisany przez Carla Allioniego. Jako publikację podaje się Auct. Syn. Stirp. Horti Taur. 3 1773 lub Flora Pedemontana. 2: 221. 1785. Synonimy: Caulinia fragilis Willd., Caulinia minor (All.) Coss. & Germ., Fluvialis minor (All.) Pers., Ittnera minor (All.) C.C.Gmel., Najas dichotoma Roxb., Najas fragilis (Willd.) Delile, Najas moshanensis N.Z.Wang, Najas subulata Thuill., Najas ternata Roxb. ex Griff.